# Winfield T. Durbin
Winfield Taylor Durbin, född 4 maj 1847 i Lawrenceburg, Indiana, död 18 december 1928 i Anderson, Indiana, var en amerikansk republikansk politiker. Han var Indianas guvernör 1901–1905.
Durbin tjänstgjorde i amerikanska inbördeskriget i nordstatsarmén där han deltog i belägringen av Vicksburg. Efter kriget var han verksam som lärare och garvare i Washington County. Han var elektor i 1892 och 1896 års presidentval.
Durbin besegrade John W. Kern i guvernörsvalet 1900 och efterträdde 1901 James A. Mount som guvernör. År 1905 efterträddes han sedan av Frank Hanly. Durbin kandiderade utan framgång i guvernörsvalet 1912. År 1928 avled han 81 år gammal och gravsattes på Crown Hill Cemetery i Indianapolis.